# Micropsitta
Micropsitta is een geslacht van vogels uit de familie Psittaculidae. Ze worden in het Nederlands spechtpapegaaien genoemd en in het Engels dwergpapegaai (pygmy parrots) omdat het de kleinste vogelsoorten zijn uit de familie van de Psittaculidae (papegaaien van de Oude Wereld).

## Kenmerken
De kleinste soort is  de Sclaters spechtpapegaai (M. pusio), deze is maar 8 cm lang.

## Verspreiding en leefgebied
Alle spechtpapegaaien zijn endemisch voor de bossen van Nieuw-Guinea em nabijgelegen eilanden. 

## Leefwijze
Het zijn kleine, snel bewegende vogels die een groot deel van de tijd door het gebladerte en de takken dartelen en daarbij zowel de relatief grote poten als de snavel en de stijve staart (als een specht) gebruiken. 

## Gevangenschap
Deze groep van spechtpapegaaien is niet in gevangenschap te houden. Ze gaan na korte tijd dood van de stress. Mogelijk houdt dit verband met hun dieet in de natuur, dat gedeeltelijk bestaat uit bepaalde korstmossen.

## Soorten
Het geslacht kent de volgende soorten:
- Micropsitta bruijnii – Bruijns spechtpapegaai
- Micropsitta finschii – Finsch' spechtpapegaai
- Micropsitta geelvinkiana – Biakspechtpapegaai
- Micropsitta keiensis – Geelkapspechtpapegaai
- Micropsitta meeki – Meeks spechtpapegaai
- Micropsitta pusio – Sclaters spechtpapegaai